# Coupe de la Ligue norvégienne de football
La Coupe de la Ligue norvégienne de football est une compétition de football disparue disputée par les clubs professionnels norvégiens avant le début de la saison sportive. Elle n'a eu lieu que 2 fois, en 1992 et 1993.

## Finales
| Année | Équipe 1      | Résultat | Équipe 2         |
| ----- | ------------- | -------- | ---------------- |
| 1992  | Rosenborg BK  | 1 - 0    | Viking Stavanger |
| 1993  | Lillestrøm SK | 2 - 1    | Rosenborg BK     |